# Ерванд I
Ерва́нд I (Оронт I; арм. Երվանդ Ա., др.-греч. Ὀρόντης) — ахеменидский сатрап и военачальник времён правления династии Ахеменидов. Из династии Ервандидов, правивший в 401 до н. э. — 344 до н. э. в сатрапиях Армения и Мизия.

## Биография
По данным античных авторов (Геродота, Страбона, Диодора Сицилийского, Плутарха, Помпея Трога, Демосфена и других), Ерванд I (упоминаемый в греческих источниках под именем Оронт) был сыном персидского военачальника Арташира, выходца из Бактрии. Служил персидскому царю Артаксерксу II, был сатрапом Армении, включавшей Софену и Митанни. Он получил эти земли после битвы при Кунаксе в 401 до н. э. В этой битве он поддержал силы Артаксеркса II против Кира Младшего, пытавшегося с помощью греческих наёмников захватить престол в обход своего старшего брата (Анабасис Кира). В том же году Ерванд женился на Родогуне, дочери Артаксеркса II от одной из его наложниц.
Ерванд I также участвовал также в войне с царём кипрского города Саламин Эвагором I: путём интриг занял в этой кампании место командующего, отстранив Тирибаза, и заключил с Эвагором I выгодный для последнего мирный договор, чем вызвал на себя немилость царя.
Ерванд I принял участие в восстании малоазийских сатрапий Персидского царства в 361—360 годах до н. э., в связи с чем был лишён сатрапии Армении и был назначен сатрапом не столь значительной Мизии. В 357 году до н. э. он поднял мятеж против царя Артаксеркса III и завоевал Пергам, однако вскоре примирился с царём и возвратил тому Пергам. Заключив торговый договор с Афинами, Ерванд получил в знак признательности афинское гражданство. Скончался после 349 года до н. э.
Ерванд I был дедом Ерванда II, через которого развилась армянская ветвь рода Ервандидов. Потомок Ерванда II, Антиох I, был основателем царства Коммагена. Через жену Ерванда I, Родогуну, семейство Ервандидов соединилось в родстве с династией Ахеменидов.
Согласно «Географии» Страбона, сирийская река Тифон (ныне у арабов Нахр аль-Аси) с IV века до н. э. носила название Оронт (по греческому варианту имени Ерванда I, переправившегося через неё во время войны с Эвагором I).
Из сообщения Диодора Сицилийского о письме Ерванда I, написанным сирийскими буквами, следует, что уже в то время на территории Армении пользовались арамейским письмом.